# Matrimonio igualitario en las Islas Pitcairn
El matrimonio igualitario es legal en las Islas Pitcairn desde el 14 de mayo de 2015. El 1 de abril de 2015, el Consejo Insular aprobó por unanimidad una ordenanza para permitir los matrimonios entre personas del mismo sexo y recibió la aprobación real del gobernador Jonathan Sinclair el 5 de mayo.
Las Islas Pitcairn fueron el primer territorio civil británico de ultramar en legalizar el matrimonio entre personas del mismo sexo, y el cuarto en hacerlo después de Akrotiri y Dhekelia, el Territorio Británico del Océano Índico y las Islas Georgias del Sur y Sandwich del Sur.

## Antecedentes
Las islas Pitcairn fueron colonizadas por amotinados británicos del HMS Bounty, junto con los hombres y mujeres tahitianos que estaban con ellos, en 1790. Las islas fueron redescubiertas por los británicos en 1814 cuando el capitán Thomas Staines se puso en contacto con los isleños. La isla Pitcairn se convirtió en colonia británica en 1838, y Henderson, Ducie y Oeno fueron anexadas al Imperio Británico en 1902. En 1938, las cuatro islas se incorporaron a una sola unidad administrativa.
En el derecho consuetudinario, el matrimonio entre personas del mismo sexo era nulo ab initio. En 1866, en Hyde contra Hyde y Woodmansee (un caso de poligamia), comenzó la sentencia de Lord Penzance: "El matrimonio, tal como se entiende en la cristiandad, es la unión voluntaria para toda la vida de un hombre y una mujer, con exclusión de todos los demás". En Inglaterra y Gales se promulgaron prohibiciones explícitas de los matrimonios entre personas del mismo sexo en la Ley de Nulidad del Matrimonio de 1971 y, posteriormente, en la Ley de Causas Matrimoniales de 1973. Se aprobaron leyes similares en Escocia e Irlanda del Norte. Estas prohibiciones, derogadas desde entonces, no se aplicaban a las Islas Pitcairn.
Las primeras cuatro ordenanzas locales que se aplicaban únicamente a las islas se aprobaron en 1952. Una de estas ordenanzas sentó las bases del sistema jurídico, la administración y el gobierno de las islas. Otras dos ordenanzas preveían el registro de nacimientos y defunciones y la solemnización de los matrimonios. La Ordenanza sobre el Matrimonio, promulgada el 16 de octubre de 1952, no contenía una prohibición explícita del matrimonio entre personas del mismo sexo, pero en general suponía que los cónyuges eran "marido y mujer".

## Ley de matrimonio entre personas del mismo sexo
El 1 de abril de 2015, el Consejo Insular aprobó la Ordenanza sobre Matrimonio y Uniones Civiles entre Personas del Mismo Sexo por unanimidad de 7 a 0. La ordenanza, apoyada por el alcalde Shawn Christian y la vicealcaldesa Brenda Christian, enmendó la Ordenanza sobre el Matrimonio Local para reemplazar las referencias a "marido y mujer" con un lenguaje neutral en cuanto al género y agregar la siguiente definición de matrimonio:

"Matrimonio" significa la unión de dos personas sin importar su sexo, orientación sexual o identidad de género.

La Ordenanza sobre Interpretaciones y Cláusulas Generales se enmendó para establecer que "matrimonio": (a) incluye el matrimonio de una pareja del mismo sexo, y (b) incluye una unión civil registrada que se contrae fuera de Pitcairn de conformidad con las leyes de ese lugar y "cónyuge": (a) incluye a una persona que está casada con una persona del mismo sexo, y (b) a menos que se especifique lo contrario, incluye a una persona que es parte de una unión civil registrada que se celebra fuera de Pitcairn de conformidad con las leyes de ese lugar". Las uniones civiles, conocidas en pitcairnés como sivil paatneshep, no pueden celebrarse en Pitcairn, pero las celebradas en el extranjero se reconocen como matrimonios en las islas.
La ordenanza recibió la aprobación real del gobernador Jonathan Sinclair el 5 de mayo. Fue publicado el 13 de mayo de 2015 y entró en vigor al día siguiente. Ambos contrayentes deben tener 18 años o más y una de las partes debe haber residido en Pitcairn durante al menos los últimos quince días. La licencia de matrimonio la expide el Registro de Matrimonios y la ceremonia matrimonial debe realizarse dentro de los tres meses siguientes a la notificación del matrimonio.
La medida para legalizar el matrimonio entre personas del mismo sexo fue ampliamente publicada en los medios internacionales. El vicegobernador Kevin Lynch dijo que el cambio había sido sugerido por las autoridades británicas. Meralda Warren, residente local, dijo que la ley "ni siquiera fue un punto importante de discusión hasta que el mundo exterior comenzó a ponerse al día con las noticias". Ninguno de los cerca de 50 isleños de Pitcairn que residen en la isla mantienen una relación entre personas del mismo sexo.